# 郡元 (鹿児島市)
郡元（こおりもと）は、鹿児島県鹿児島市の町丁。旧薩摩国鹿児島郡鹿児島近在郡元村、鹿児島郡中郡宇村大字郡元。郵便番号は郡元一丁目から郡元三丁目までは890-0065、郡元町は890-0084。人口は5,999人、世帯数は3,628世帯（2020年4月1日現在）。郡元一丁目から郡元三丁目まで及び郡元町があり、郡元一丁目から郡元三丁目まで及び郡元町の全域で住居表示を実施している。
1889年（明治22年）の町村制施行から1934年（昭和9年）に鹿児島市に編入されるまで存在していた自治体である中郡宇村の村役場所在地であった。2021年（令和3年）現在の町域のうち鹿児島大学郡元キャンパスが郡元一丁目の大半を占めており、その他は住宅地となっている。

## 地理
鹿児島市の中部、新川の下流域に位置している。町域の北方には上荒田町及び鴨池、南方には南郡元町、西方には唐湊、紫原、東方には真砂町及び真砂本町にそれぞれ接している。
町域の南部を鹿児島県道20号鹿児島加世田線が南北に通っており、県道上を鹿児島市電谷山線が通っている。また、鴨池にある郡元電停から鹿児島市電唐湊線が分岐しており、町域内には涙橋電停（谷山線）、唐湊電停、工学部前電停、純心学園前電停、中郡電停（唐湊線）が設置されている。
東端には国道225号が南北に通り、西端には指宿枕崎線が南北に通っている。
北部の郡元一丁目には鹿児島大学郡元キャンパス、鹿児島大学教育学部附属小学校、鹿児島大学教育学部附属中学校などの鹿児島大学に関係する施設が多く所在しており、町域の中央部の郡元二丁目には鹿児島市立中郡小学校が所在している。

### 河川
- 新川（田上川）

### 町名の由来
郡元という町名は鹿児島郡と谿山郡の中間に位置していたことに由来しているという説がある。

## 歴史

### 先史時代

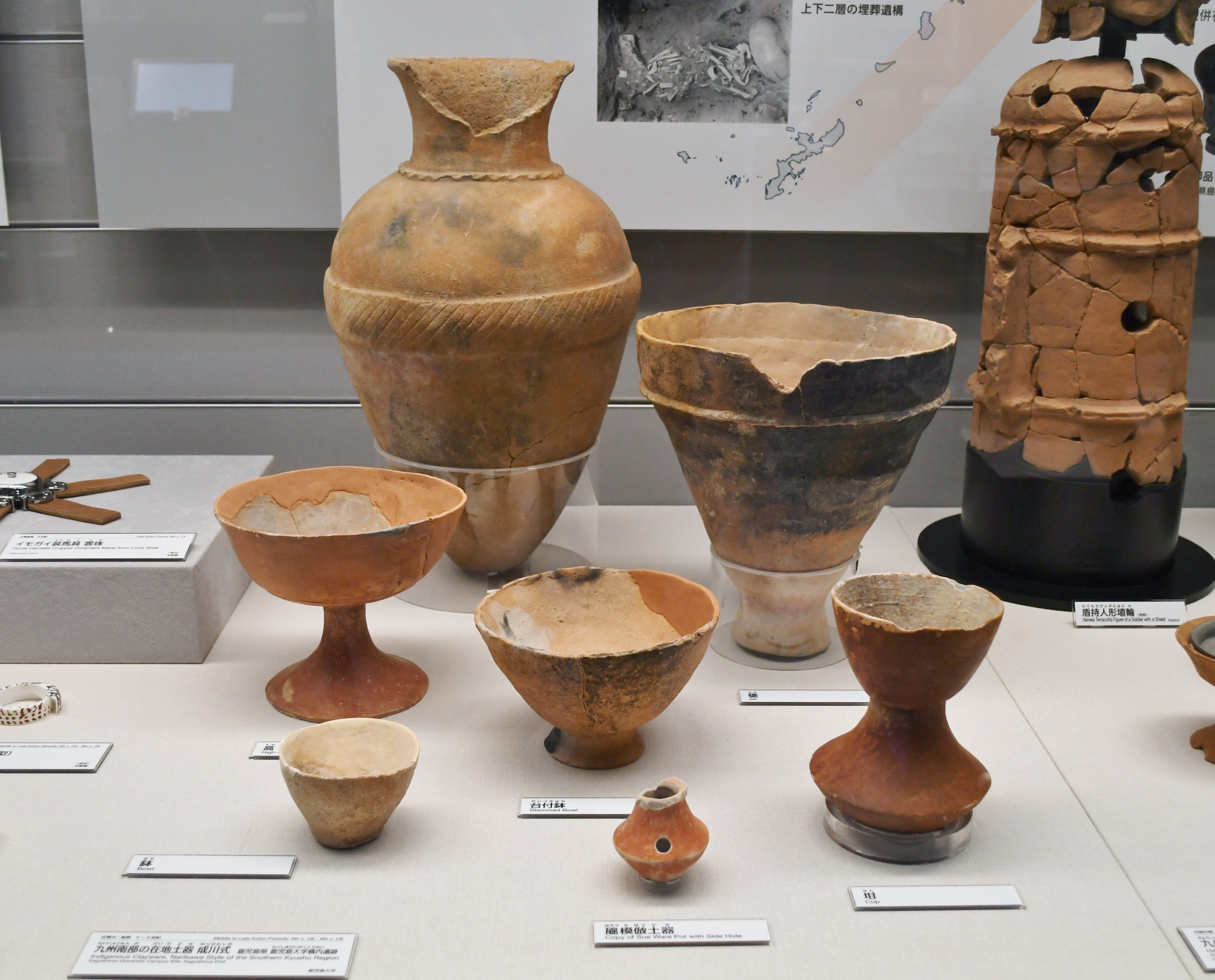
鹿児島大学構内遺跡から出土した成川式土器（国立歴史民俗博物館展示）

1950年（昭和25年）に一之宮神社の境内で発掘された「一之宮住居址」遺跡がある。竪穴建物跡が4棟分発見され、弥生時代中期のものであると判明している。また、遺物として成川式土器の破片と一之宮遺跡固有の土器が発見されている。一之宮住居址は1953年（昭和28年）9月7日に「弥生式住居跡」として鹿児島県の史跡に指定された。
また、現在の鹿児島大学郡元キャンパスからは水田や溝、河川、建物跡が発掘されており、これらは「鹿児島大学構内遺跡郡元団地」と呼ばれる。鹿児島大学構内遺跡郡元団地では、縄文時代前期の遺物から明治時代の西南戦争の砲弾や銃弾まであらゆる時代のものが発掘されており、主に古墳時代のものが発掘され、100軒以上の住宅跡が発見されている。1975年（昭和50年）には鹿児島大学の学生が土器を構内で発見したことから、鹿児島県教育委員会や鹿児島大学法文学部考古学研究室によって調査が実施され、キャンパス内に多数の埋蔵文化財が眠っていることが判明し、そのことから1985年（昭和60年）には鹿児島大学埋蔵文化財調査室が発足した。
平安時代の「和名抄」によれば鹿児島郡は都万・在次・安薩の3郷からなっており、郡家の所在地は現在の一之宮神社の位置であったと推測されている。

### 中世の郡本
鎌倉時代の「薩摩国図田帳」には「府領社二ヵ所二十五町五段内」として「郡本社七町五段　麑嶋郡内地頭右衛門兵衛尉」とあり、大宰府領の郡本社の存在が知られており、郡元と関係すると考えられている。鎌倉時代後期には矢上氏一族が郡本を所領としていた。
郡元という地名は古くは南北朝時代より見え、薩摩国鹿児島郡のうちであった。文和3年（1354年）の一色範氏宛行状には「薩摩国鹿児島郡々司職、同郡内中村、郡本、田上村」と見え、郡本は島津貞久に宛行われていた。
室町時代の応永11年（1404年）に島津元久が地内の「水田名所小坂本一町」を福昌寺に寄進しており、その後郡元村と中村が島津忠国によって町田飛騨に宛行われている。また、寛正6年（1465年）の鹿児島諏訪社祭次第では1番目に郡元の名が見えている。
島津氏が清水城を現在の稲荷町に築城したころには、郡本は清水城から広がった城下町の近郷となっていた。

### 近世の郡元村

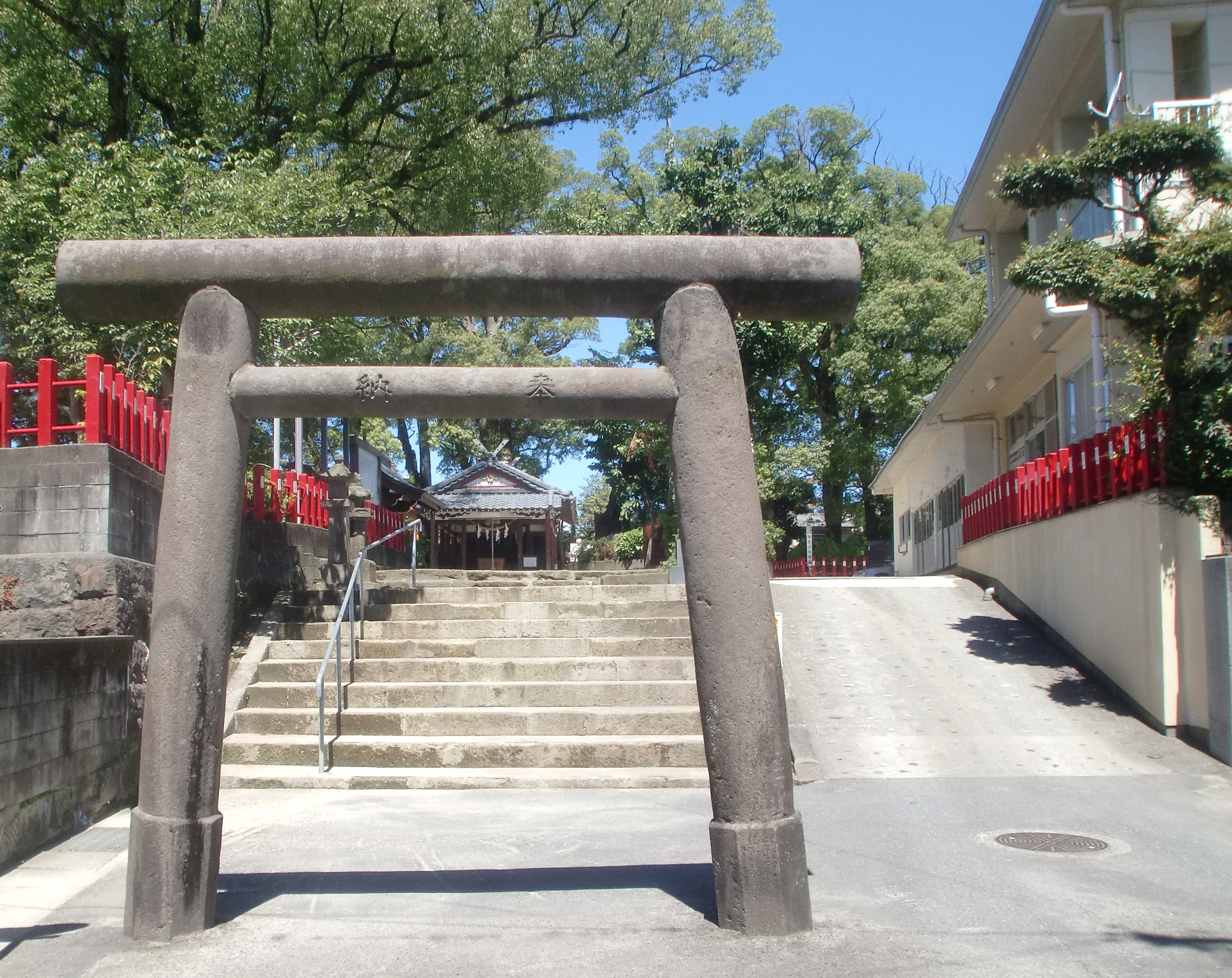
一之宮神社

江戸時代の郡元村は鹿児島郡鹿児島近在のうちであり、村高は「天保郷帳」では576石余、「郡村高辻帳」では576石余、「旧高旧領取調帳」では688石余、「三州御治世要覧」では882石余であった。「歴代制度巻二〇」によれば郡元村は鹿児島近在のうちの「近名」に含まれていた。
島津斉興の時代に現在の鹿児島大学農学部付近から鹿児島大学水産学部付近で海に流れていた田上川の流れを現在の流れに変更し、この際に新しく作られた部分については「新川」と呼ばれる。島津斉彬の時代には、郡元村に水車館が設置され、砂糖の精製や、綿実の油絞りや漁網の製造などを行っていた。
薩摩藩によって作成された地誌である「三国名勝図会」によれば、郡元村に所在している一條宮（現在の一之宮神社）について以下のように記述している。

一條宮　郡元村にあり、奉祀九坐、これを三櫝に安す、中宮猿田彦太神、豊玉彦命、日月神、鹽土老翁、玉依姫の五座、東宮、彦火々出見尊、豊玉姫の二坐、西宮大巳貴命、天智天皇の二坐 例祭九月九日、十月朔日、是頴娃開聞神を勸請す、昔時は殊に大社なりしといひ傳ふ、建久八年、六月薩摩國圖田帳、郡本社、七町五段、鹿兒島郡内と載す、其郡本の社とは、當社を指す歟、初は一之宮大明神と稱す、貞享五年、二月の棟札書すところ亦然り、其神號薩摩國一之宮に混淆す、故にト部吉田兼連、今の號に改しとなり、元禄十四年の記、一條宮大明神とす、其頃の改號にや、寶永八年、辛卯二月六日の古簿に、一之宮大明神と唱へ候處、近年は一條三社大明神と唱へ候とあり、十月朔日の祭祀、神輿濱下りあり、當社より巽方三町許の海邊、谷山街道の傍、古松樹あり、其處を柴立と呼ぶ、神輿をこれに駐む、故事なり、
—三国名勝図会巻之三
明治時代の初期には平民が士族に比べ多く居住している村であった。農業を営む者は196戸であり、士族は300戸、平民は385戸であった。1878年（明治11年）に郡元小学校（現在の鹿児島市立中郡小学校の前身）が創設された。

### 町村制施行以後

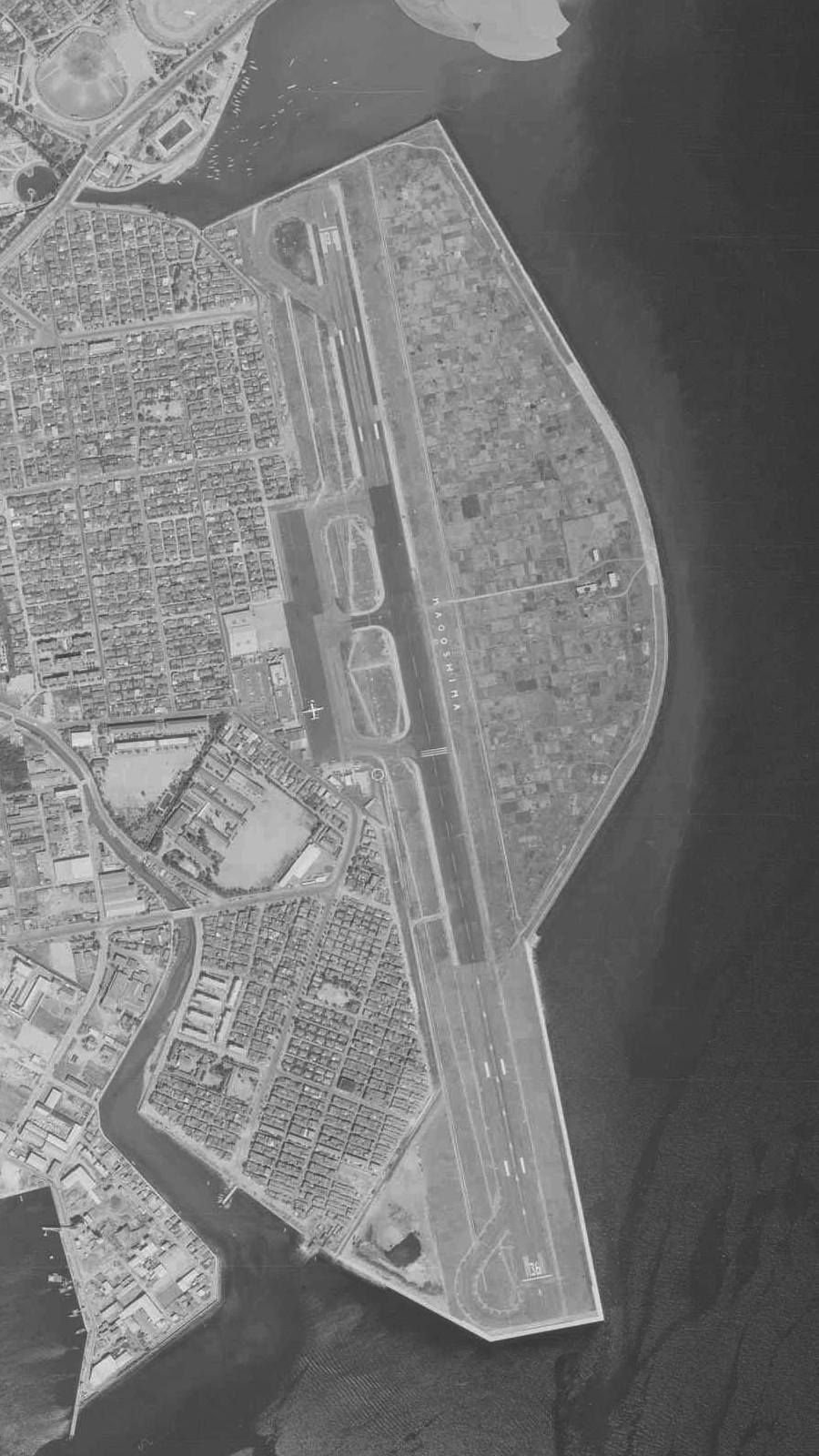
郡元町に所在していた旧・鹿児島空港とその周辺の航空写真（1967年撮影）

1889年（明治22年）に町村制が施行されたのに伴い、鹿児島郡鹿児島近在のうちの郡元村、宇宿村、中村（のちの鴨池）の区域より鹿児島郡中郡宇村が成立した。それまでの郡元村は中郡宇村の大字「郡元」となった。また、中郡宇村の村役場が現在の一之宮神社付近に設置された。1912年（大正元年）12月1日に鹿児島電気軌道（現在の鹿児島市交通局の前身）の軽便鉄道が武之橋から谷山村の谷山まで開通し、郡元にも駅が設置された。1919年（大正8年）には紫原台地の東北斜面に中郡宇村に隣接する鹿児島市によって郡元墓地と露重墓地が新設された。
1934年（昭和9年）8月1日に中郡宇村が鹿児島郡西武田村、吉野村と共に鹿児島市に編入された。同日発行の鹿児島県公報に掲載された鹿児島県告示「 鹿兒島市内大字名廢止町名改稱竝ニ區域變更」により「郡元ヲ廢止シ其ノ區域ヲ郡元町（コオリモトテウ）ト」することが鹿児島県知事によって許可され、中郡宇村の大字郡元を廃し、その区域を以て鹿児島市の町「郡元町」が新たに設置された。また同時に中郡宇村大字中（現在の鴨池）の一部を編入している。
1938年（昭和13年）には郡元町の境ガ浜に飛行場が建設されることとなり、当初は鹿児島市が建設していたが、海軍省及び逓信省に引き継がれ、軍用飛行場として完成した。第二次世界大戦中は鹿児島海軍航空隊が駐留する飛行場となり、1945年（昭和20年）3月18日にはアメリカ軍の爆撃機によって爆撃が行われ、死者6名・負傷者59名の被害を受けた。
第二次世界大戦中に海軍の基地として使用されていた飛行場であったが、第二次世界大戦終戦後の1953年（昭和28年）5月に鹿児島飛行場の設置認可がなされた。1957年（昭和32年）に鹿児島空港として開港し、1972年（昭和47年）3月31日に航空機のジェット機への転換や大型化によって手狭となり、市街地にあることから騒音問題が発生したことにより姶良郡溝辺町（現在の霧島市溝辺町麓）の現・鹿児島空港に移転するまで運用された。
1950年（昭和25年）に策定された鹿児島大学の統合計画の一環として、農学部が所在していた鴨池町・郡元町付近に鹿児島大学の施設を統合することとなり、1953年（昭和28年）に文理学部の一般教養部が山下町から鴨池町に移転して以降移転が進んだ。1959年（昭和34年）には武町にあった鹿児島大学教育学部附属小学校が現在地に移転、1963年（昭和38年）には山下町にあった鹿児島大学教育学部附属中学校が現在地に移転している。
1961年（昭和36年）10月2日、台風第23号の強風下、新川港で火災が発生。住宅地に延焼して719戸が全焼、32戸が半焼。住民18人が負傷した。

### 住居表示の実施に伴う町の再編
鹿児島市は住居表示に関する法律に基づいて郡元町の区域を含む市街地や住宅団地の区域で住居表示を順次実施し、それに合わせて町域の分割や再編が実施された。1969年（昭和44年）7月1日に郡元町の一部である真砂・新川・鶴ケ崎・港地区において住居表示が実施されることとなったのに伴い、町域の再編が実施された。これに伴い真砂町、真砂本町、三和町がそれぞれ設置された。
翌年1970年（昭和45年）7月1日には、紫原団地の区域にあたる宇宿町、鴨池町、郡元町、田上町の各一部より分割され、紫原一丁目から紫原七丁目まで及び南新町、日之出町が設置された。これに伴い、郡元町の一部は紫原一丁目、日之出町の各一部及び南新町の全域となった。1973年（昭和48年）3月4日に、郡元町・宇宿町の一部の区域にあたる南港地区において住居表示が実施されることとなった。これに伴い町の区域の再編が実施され、郡元町の一部より南郡元町及び東郡元町が設置された。
1974年（昭和49年）7月8日には、郡元・鴨池・上荒田地区において住居表示が実施されることとなり、町の区域の再編が実施された。それに伴い、郡元町、鴨池町、上荒田町の一部より「郡元一丁目」、郡元町の一部より「郡元二丁目」及び「郡元三丁目」が設置され、郡元町の一部が鴨池一丁目及び鴨池二丁目の各一部となった。
1976年（昭和51年）5月20日に郡元町の一部にあたる旧鹿児島空港の敷地周辺より鴨池新町が新たに設置され、郡元町の一部が真砂本町に編入された。1993年（平成5年）3月1日には、鴨池町の全域及び郡元町、田上町の各一部にあたる唐湊地区において住居表示が実施されることとなり、田上町、鴨池町、郡元町の各一部より唐湊一丁目、鴨池町、郡元町の各一部より唐湊三丁目及び唐湊四丁目が設置され、鴨池町の一部が郡元町に編入された。同時に郡元町の全域で住居表示が実施された。

### 町域の変遷
| 変更後                 | 変更年             | 変更前                         |
| ---------------------- | ------------------ | ------------------------------ |
| 鹿児島市郡元町（編入） | 1934年（昭和9年）  | 鹿児島郡中郡宇村大字中（一部） |
| 真砂町（新設）         | 1969年（昭和44年） | 郡元町（一部）                 |
| 真砂本町（新設）       | 1969年（昭和44年） | 郡元町（一部）                 |
| 三和町（新設）         | 1969年（昭和44年） | 郡元町（一部）                 |
| 紫原一丁目（新設）     | 1970年（昭和45年） | 郡元町（一部）                 |
| 日之出町（新設）       | 1970年（昭和45年） | 郡元町（一部）                 |
| 南新町（新設）         | 1970年（昭和45年） | 郡元町（一部）                 |
| 南郡元町（新設）       | 1973年（昭和48年） | 郡元町（一部）                 |
| 東郡元町（新設）       | 1973年（昭和48年） | 郡元町（一部）                 |
| 郡元一丁目（新設）     | 1974年（昭和49年） | 郡元町（一部）                 |
| 郡元一丁目（新設）     | 1974年（昭和49年） | 鴨池町（一部）                 |
| 郡元一丁目（新設）     | 1974年（昭和49年） | 上荒田町（一部）               |
| 郡元二丁目（新設）     | 1974年（昭和49年） | 郡元町（一部）                 |
| 郡元三丁目（新設）     | 1974年（昭和49年） | 郡元町（一部）                 |
| 鴨池一丁目（新設）     | 1974年（昭和49年） | 郡元町（一部）・鴨池町（一部） |
| 鴨池二丁目（新設）     | 1974年（昭和49年） | 郡元町（一部）・鴨池町（一部） |
| 鴨池新町（新設）       | 1976年（昭和51年） | 郡元町（一部）                 |
| 真砂本町（編入）       | 1976年（昭和51年） | 郡元町（一部）                 |
| 唐湊一丁目（新設）     | 1993年（平成5年）  | 田上町（一部）                 |
| 唐湊一丁目（新設）     | 1993年（平成5年）  | 鴨池町（一部）                 |
| 唐湊一丁目（新設）     | 1993年（平成5年）  | 郡元町（一部）                 |
| 唐湊三丁目（新設）     | 1993年（平成5年）  | 郡元町（一部）                 |
| 唐湊三丁目（新設）     | 1993年（平成5年）  | 鴨池町（一部）                 |
| 唐湊四丁目（新設）     | 1993年（平成5年）  | 郡元町（一部）                 |
| 唐湊四丁目（新設）     | 1993年（平成5年）  | 鴨池町（一部）                 |
| 郡元町（編入）         | 1993年（平成5年）  | 鴨池町（一部）                 |

## 文化財

### 国登録
- 鹿児島大学総合研究博物館常設展示室（登録有形文化財（建造物））[57]
1928年（昭和3年）に鹿児島高等農林学校の図書館書庫として建設された建物である[58]。2006年（平成18年）10月18日に国の登録有形文化財に登録された[59]。

### 県指定
- 大永の名号板碑（有形文化財（考古資料））[60]
- 弥生式住居跡（記念物（史跡））[60]

## 施設

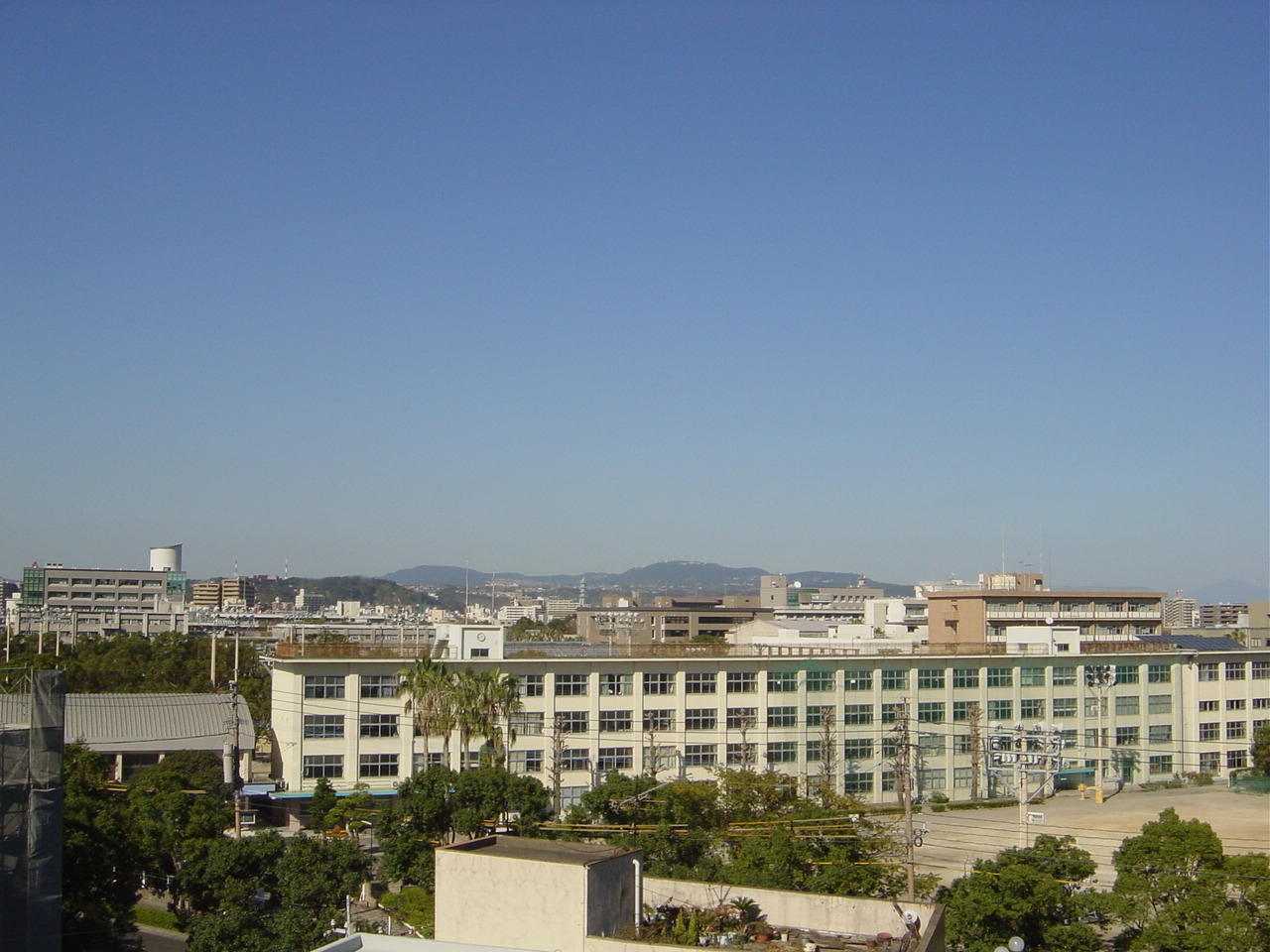
鹿児島大学教育学部附属中学校

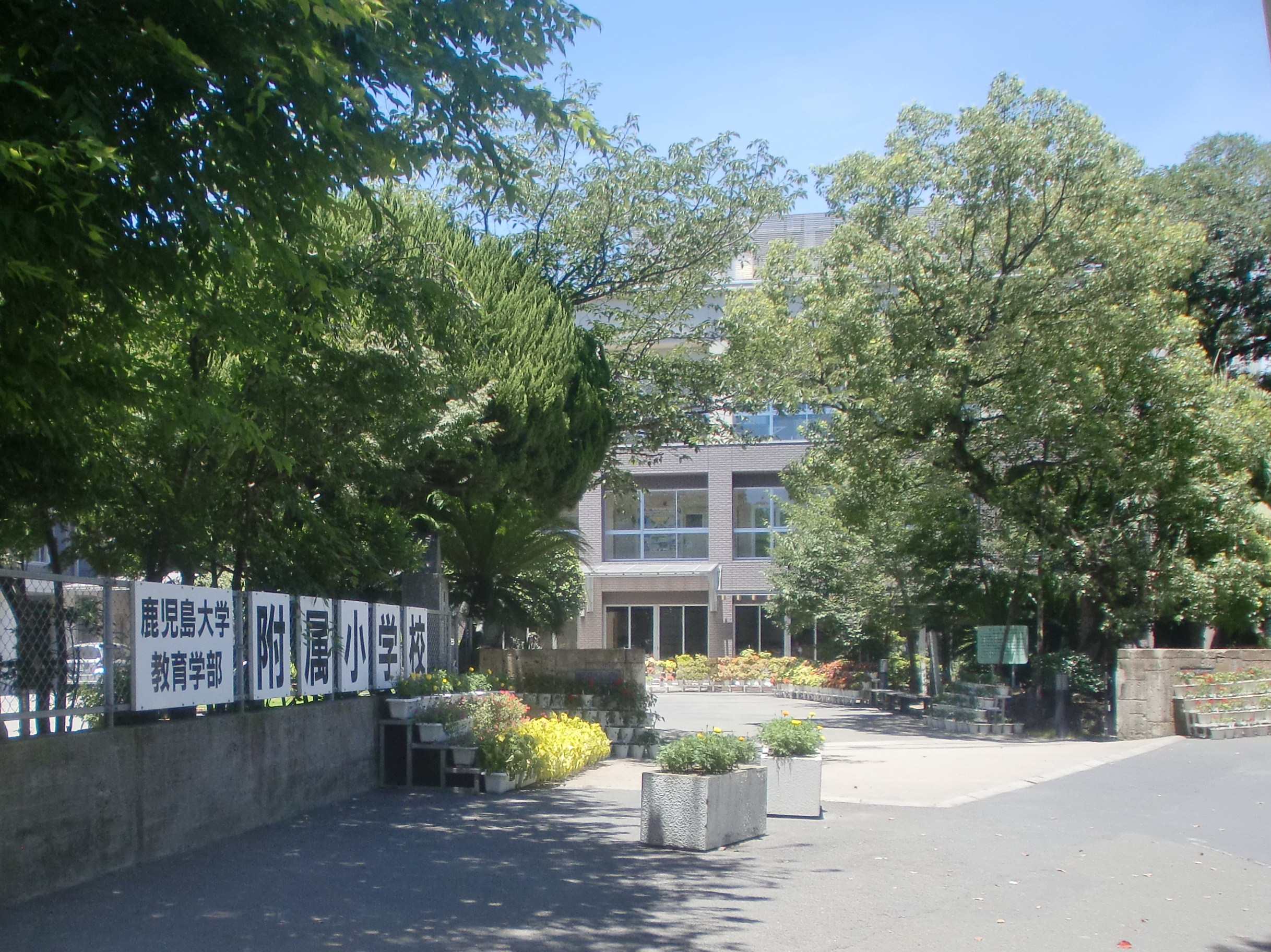
鹿児島大学教育学部附属小学校

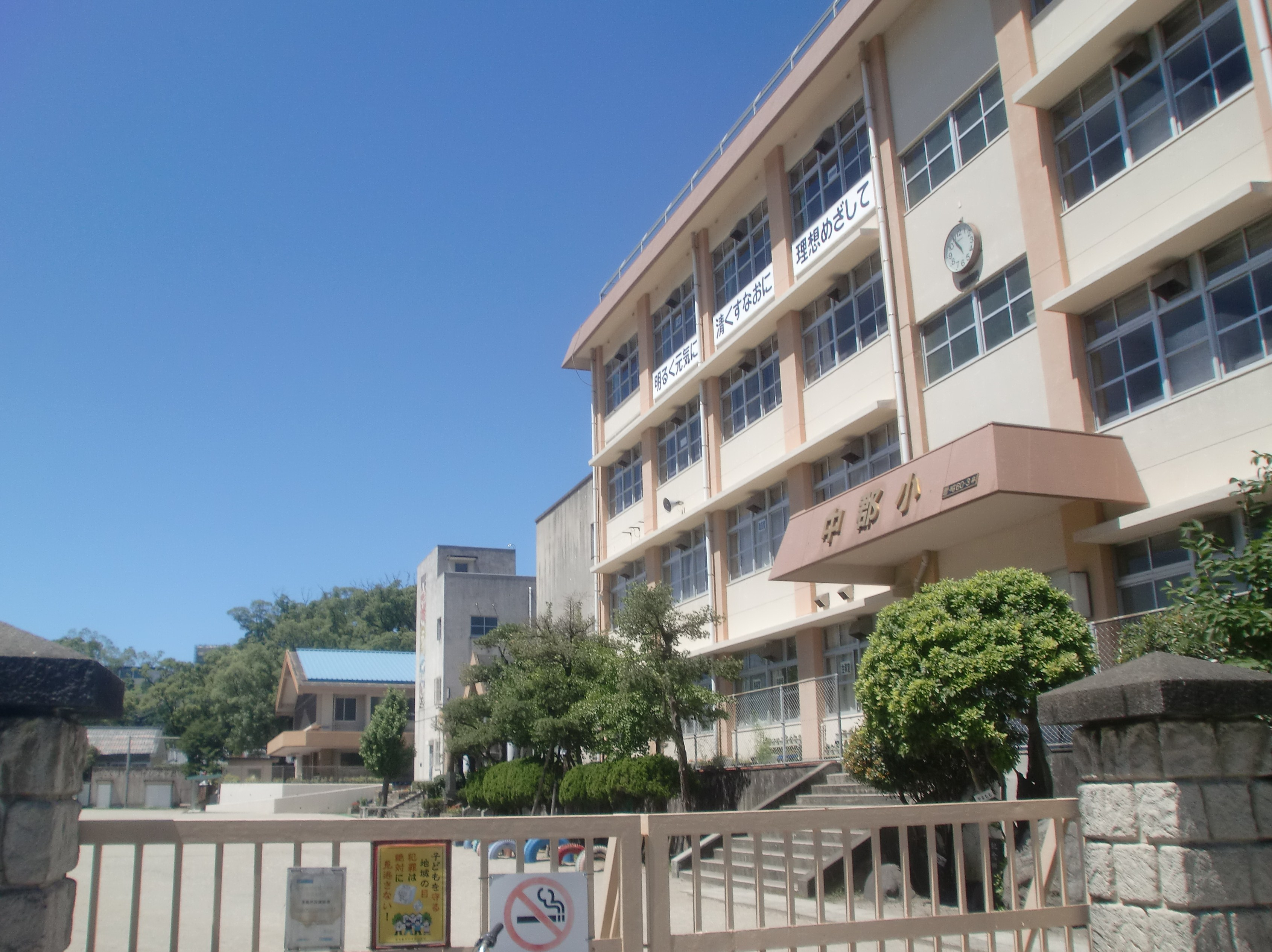
鹿児島市立中郡小学校

### 公共
- 中郡校区公民館

### 教育
- 鹿児島大学（郡元キャンパス）[61]
  - 法文学部
  - 教育学部
    - 鹿児島大学教育学部附属中学校[62]
    - 鹿児島大学教育学部附属小学校[62]
    - 鹿児島大学教育学部附属幼稚園[63]

  - 理学部
  - 工学部
  - 農学部
  - 共同獣医学部
  - 理工学研究科
  - 臨床心理学研究科
  - 連合農学研究科
  - 附属図書館
  - 稲盛会館
- KCS鹿児島情報専門学校[64]
- 鹿児島市立中郡小学校[65]
- 鴨池幼稚園[63]

### 寺社
- 一之宮神社（鹿児島三社の一つ）

## 人口

### 町丁別
|            | 世帯数 | 人口  |
| ---------- | ------ | ----- |
| 郡元一丁目 | 1,511  | 2,524 |
| 郡元二丁目 | 841    | 1,390 |
| 郡元三丁目 | 501    | 826   |
| 郡元町     | 775    | 1,259 |

### 人口推移
以下の表は国勢調査による小地域集計が開始された1995年以降の人口の推移である。
| 年                 | 人口  |
| ------------------ | ----- |
| 1995年（平成7年）  | 6,012 |
| 2000年（平成12年） | 5,940 |
| 2005年（平成17年） | 6,785 |
| 2010年（平成22年） | 6,687 |
| 2015年（平成27年） | 6,419 |

## 小・中学校の学区
市立小・中学校に通う場合、学区（校区）は以下の通りとなる。
| 町丁       | 番・番地       | 小学校               | 中学校               |
| ---------- | -------------- | -------------------- | -------------------- |
| 郡元一丁目 | 全域           | 鹿児島市立中郡小学校 | 鹿児島市立鴨池中学校 |
| 郡元二丁目 | 全域           | 鹿児島市立中郡小学校 | 鹿児島市立鴨池中学校 |
| 郡元三丁目 | 全域           | 鹿児島市立中郡小学校 | 鹿児島市立鴨池中学校 |
| 郡元町     | 26、28、30     | 鹿児島市立紫原小学校 | 鹿児島市立紫原中学校 |
| 郡元町     | 上記を除く全域 | 鹿児島市立中郡小学校 | 鹿児島市立鴨池中学校 |

## 交通

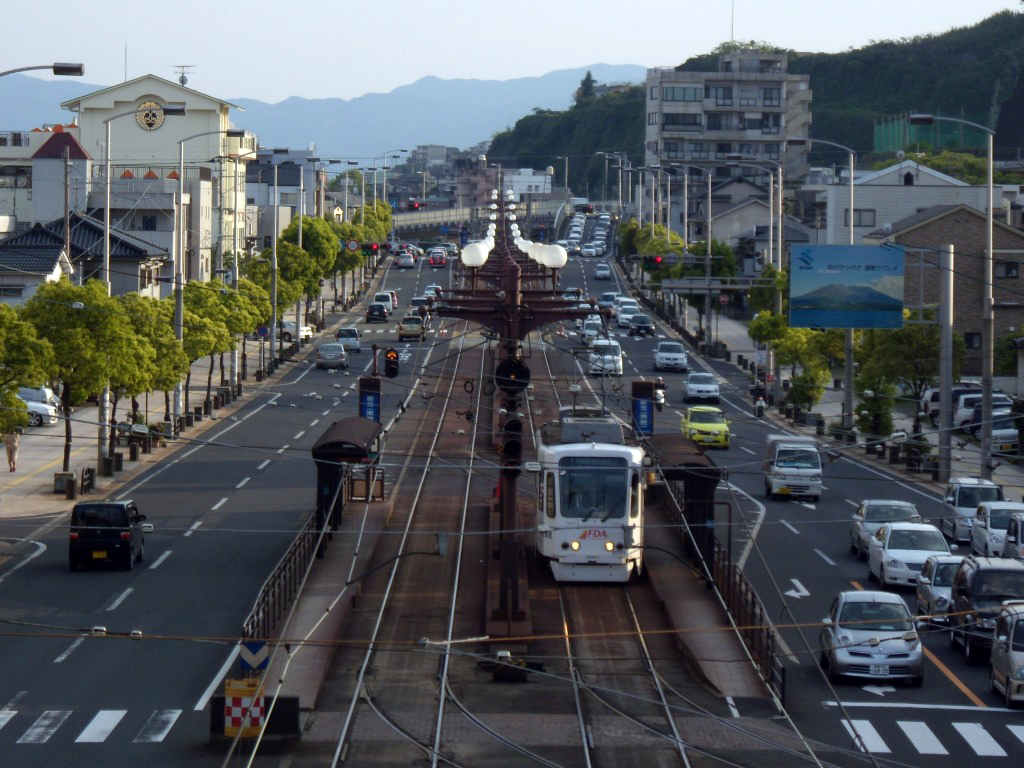
郡元（南側）電停と県道20号（谷山方面）

### 道路
一般国道
- 国道225号

主要地方道
- 鹿児島県道20号鹿児島加世田線

市道
- 市道唐湊陸橋線 - 工学部前交差点（北緯31度34分08.1秒 東経130度32分29.8秒 / 北緯31.568917度 東経130.541611度）から唐湊に向かってJR指宿枕崎線を越える螺旋状の唐湊陸橋（1969年6月17日完成）が架かる。

### 鉄道
- 鹿児島市交通局
  - 鹿児島市電唐湊線（鹿児島市電2系統）
    - 唐湊電停 - 工学部前電停 - 純心学園前電停 - 中郡電停

  - 鹿児島市電谷山線（鹿児島市電1系統）
    - 郡元電停（南側） - 涙橋電停

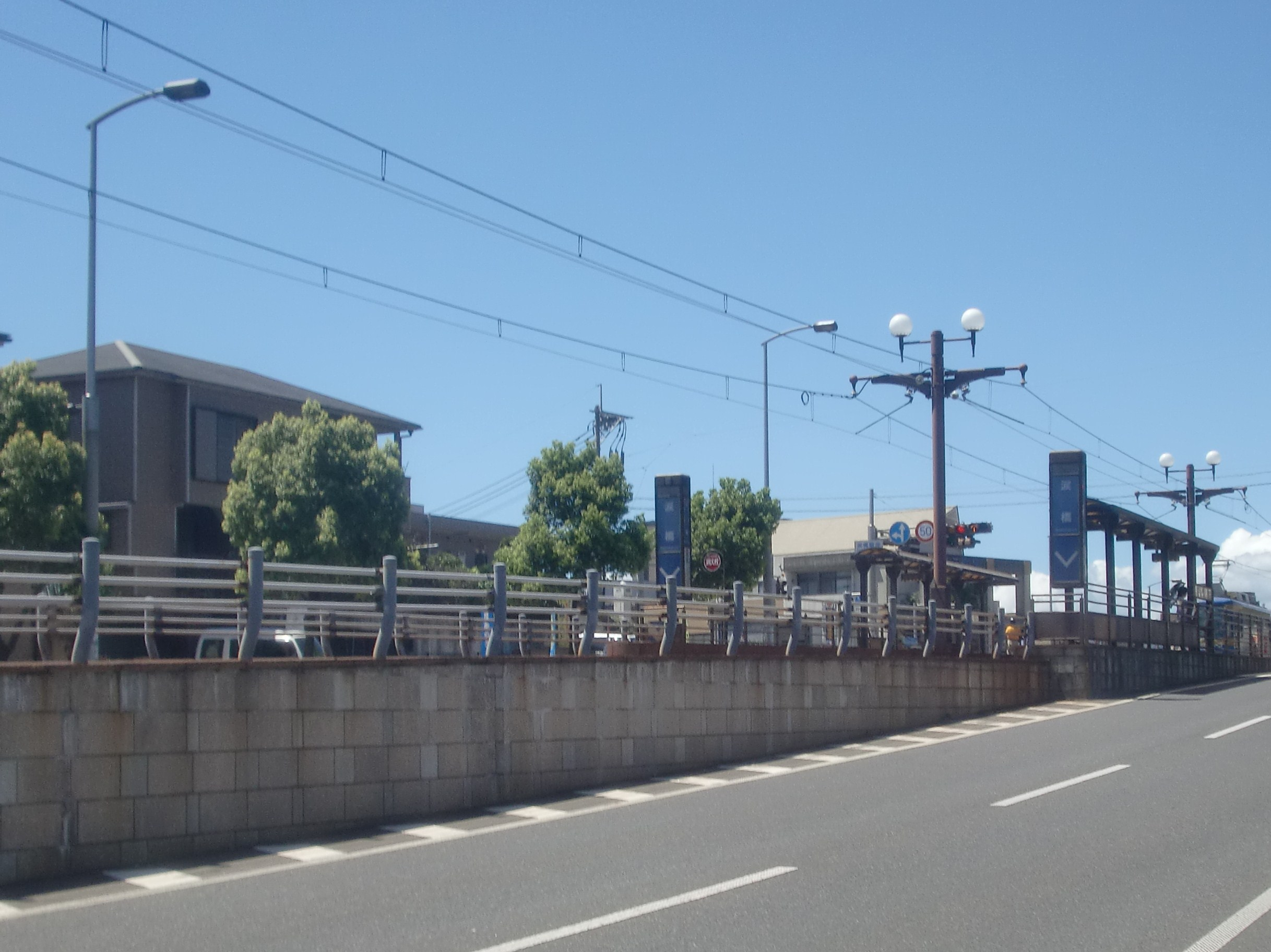
涙橋電停
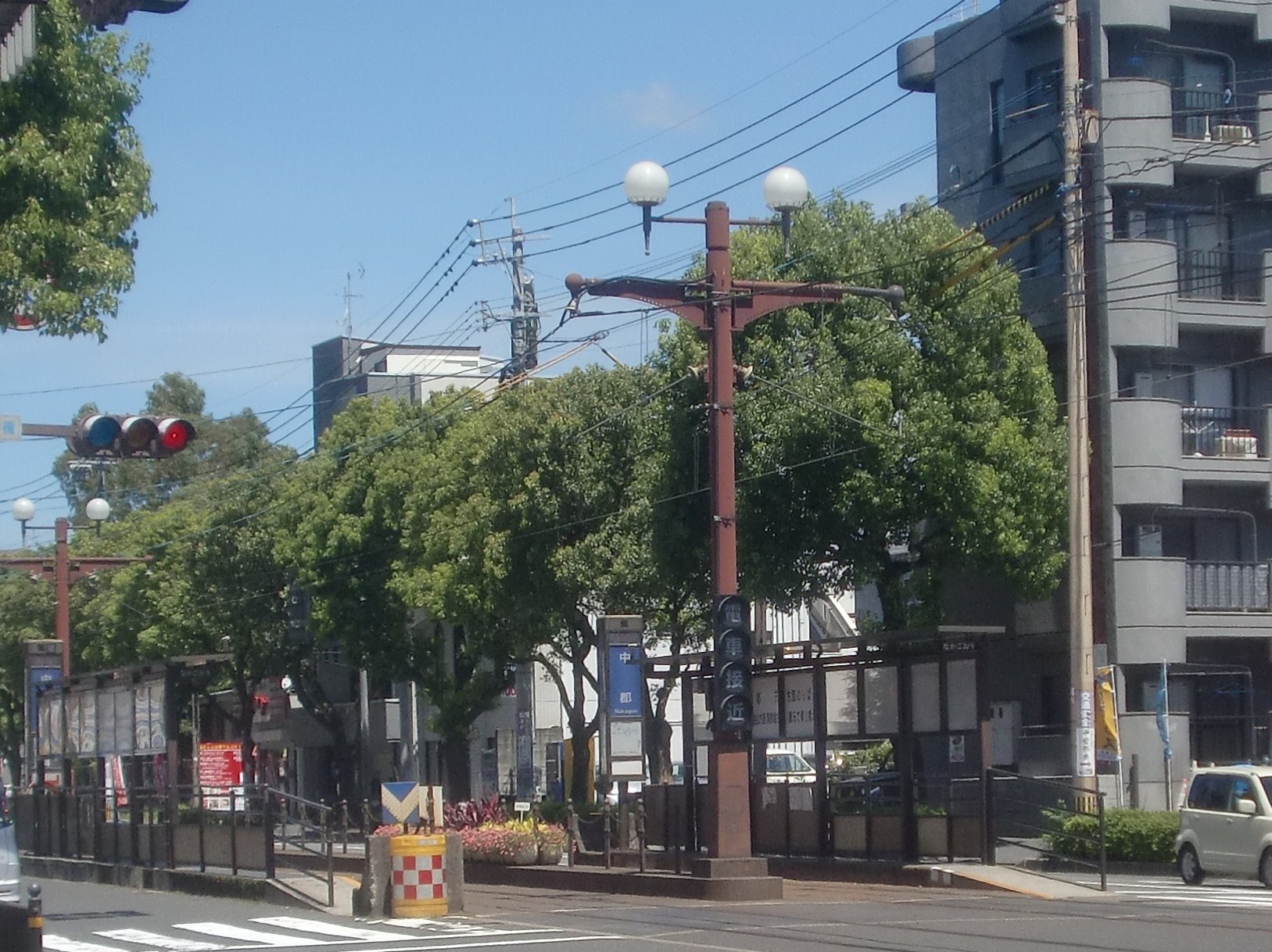
中郡電停
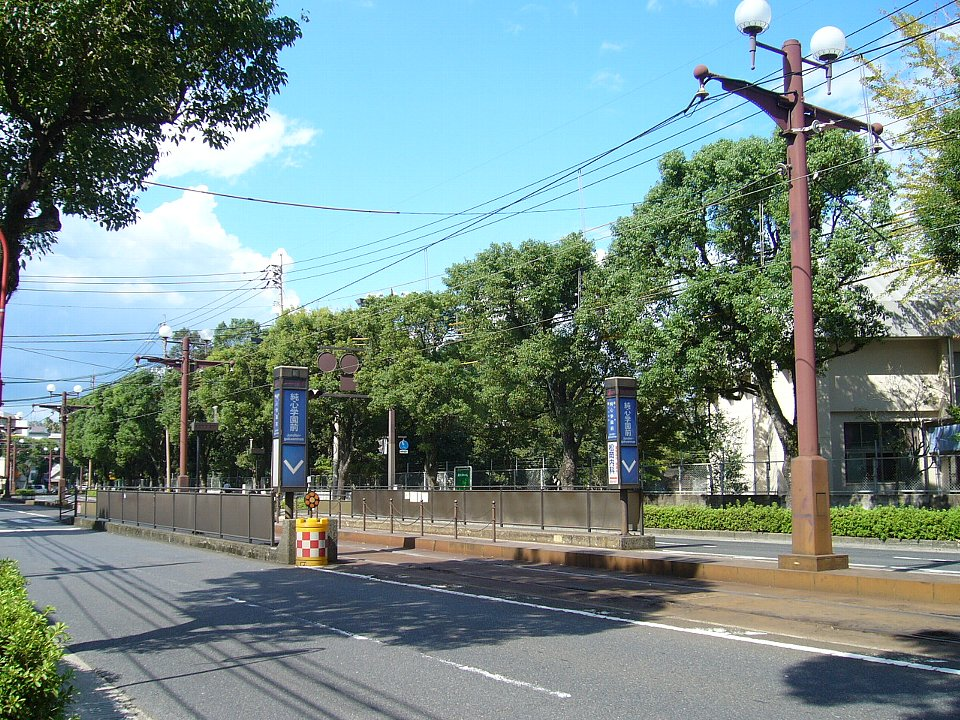
純心学園前電停
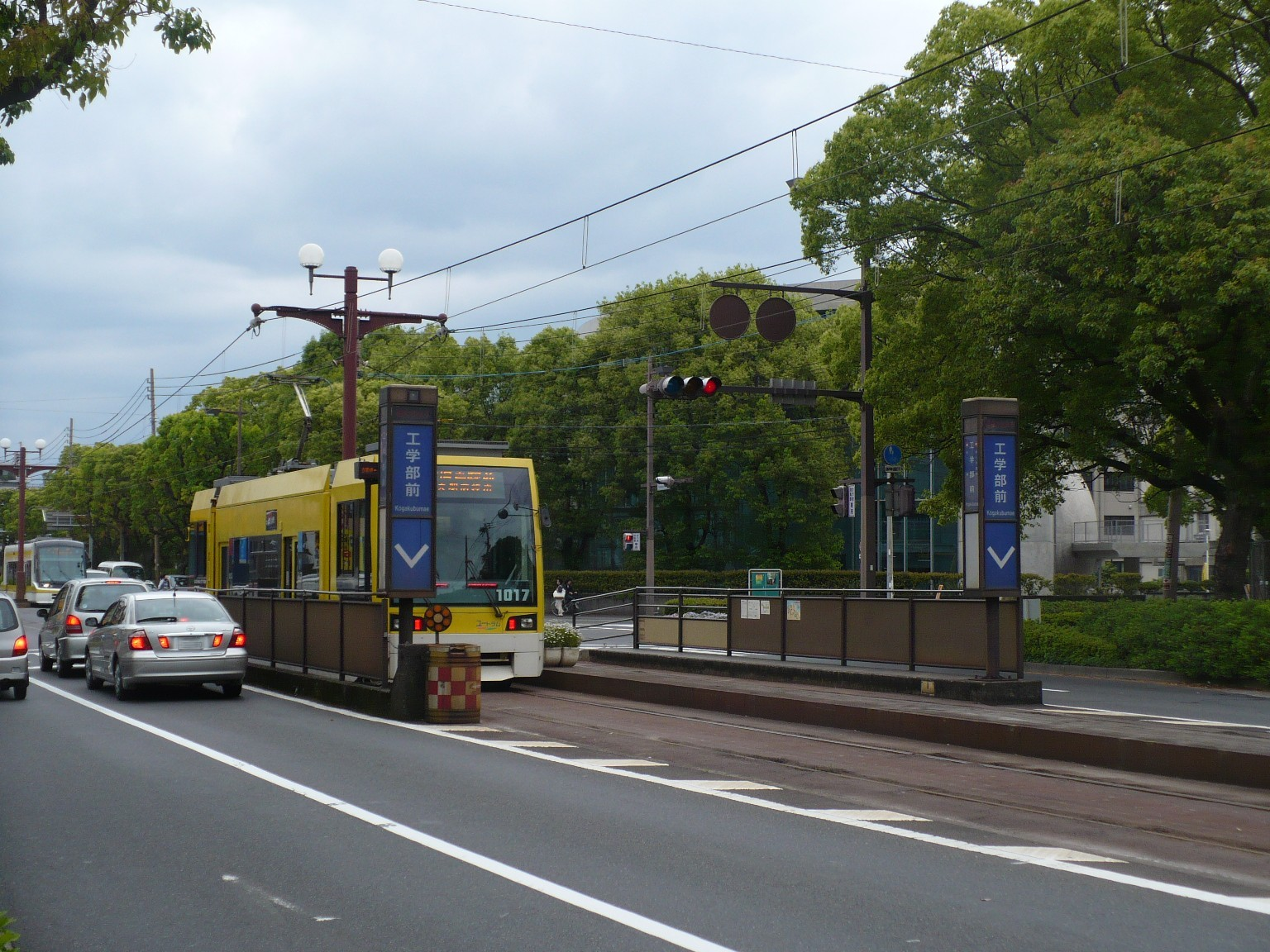
工学部前電停
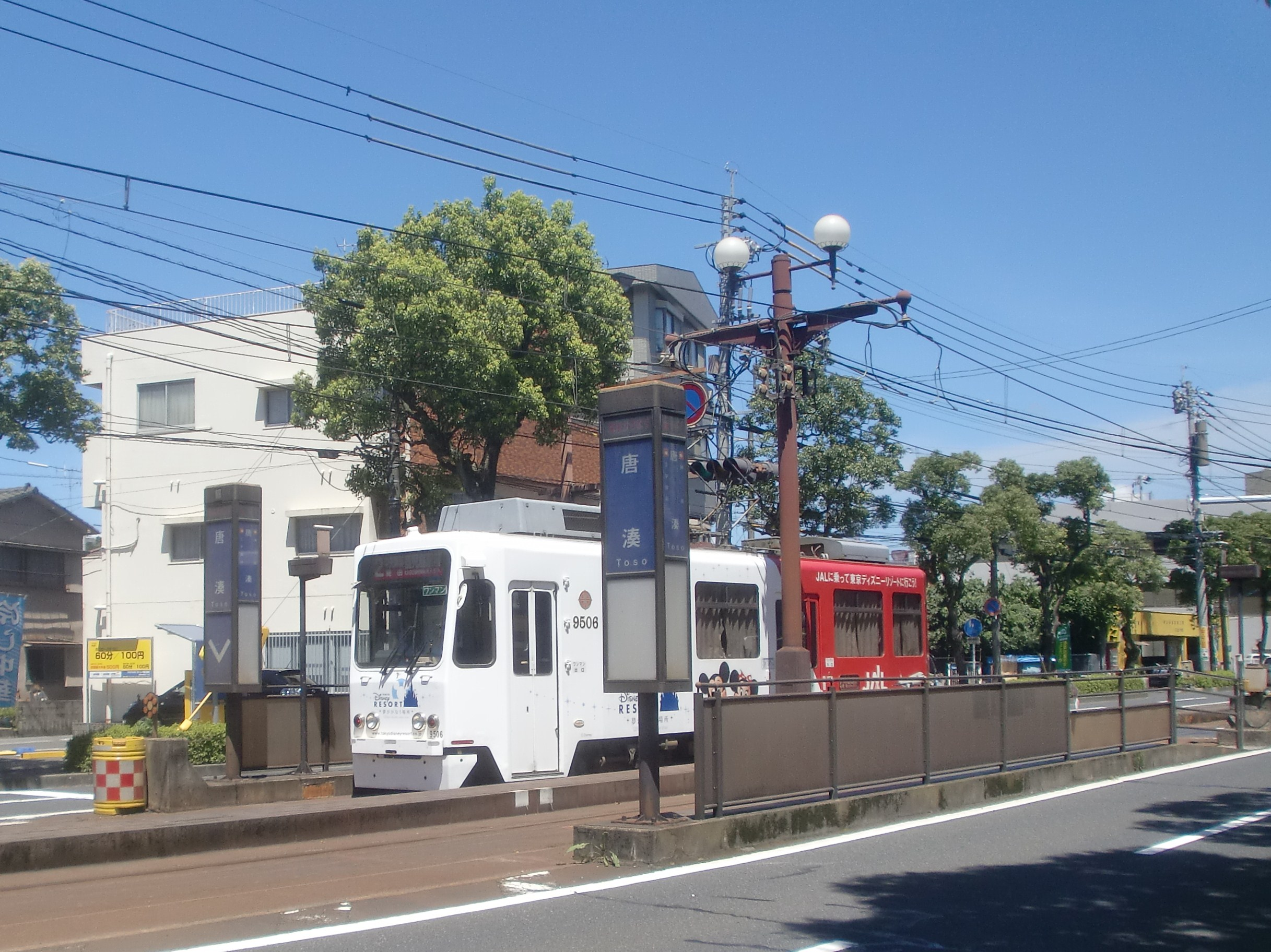
唐湊電停